# Лицар ФітцГіббон

Герб Білих Лицарів.

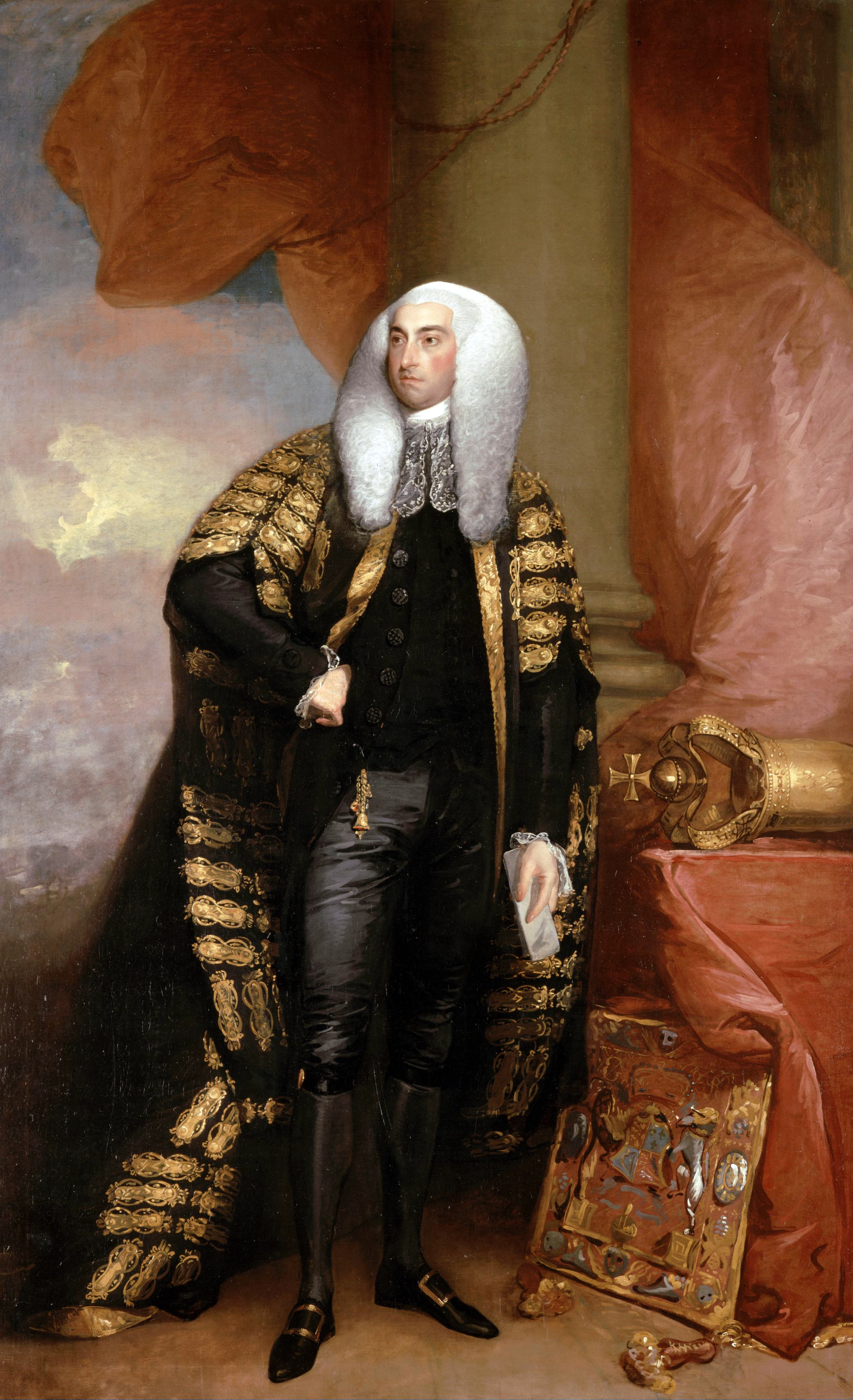
Джон Фіцгіббон – І граф Клер.

Білі Лицарі (англ. - White Knight, ірл. - Ridire a Fin) – лицарі Фіцгіббон, лицарі Фін – аристократична династія в Ірландії нормано-валійського походження. Титул вперше отримав Моріс Фіцгіббон на початку XIV століття. Ця династія є бічною гілкою аристократичного роду Фіцджеральдів (Геральдинів). Крім Білих Лицарів в Ірландії існували ще дві лицарських роди – бічні гілки Фіцджеральдів – Зелені Лицарі та Чорні Лицарі. Гілки Білих Лицарів та Чорних Лицарів вимерли, династія Зелених Лицарів існує досі. 

## Історія Білих Лицарів
Першим Білим Лицарем був Моріс ФіцГіббон. Він був посвячений к лицарі королем Англії Едвардом III у 1333 році, одразу після поразки шотландських військ у битві на пагорбі Галідон. Моріс Фіц-Гіббон – І Білий Лицар був сином Гілберта Фіц-Джона, старшим позашлюбним сином Джона Фіц-Джеральда - І барона Десмонда та Гонора та дочки Х'ю О'Коннора Дон ака Ó Конхобара Донн Керрі – нащадка короля Коннахта (королівство на заході Ірландії) - ака Феліма Ва Конхобара. Джон Фіцджеральд також був родоначальником графів Десмонд. Родина Білого Лицаря вважалася другою гілкою Дому Фіцджеральдів, головою якої був граф Десмонд.
В Ірландії існувала легенда про походження Фіцджеральдів, яка не мала під собою ніякого історичного підґрунтя: «Фіцджеральди ірландські відрізнялися доблестю, бо походили від троянців, від царя Пріама. Предки Фіцджеральдів після знищення Трої втекли разом з Енеєм. Фіцджеральди походять від Поліксени – дочки Пріама». 
Білі Лицарі були оспівані в ірландській поезії, зокрема в поемі, що приписується ірландському поету Доно Мак Крейту. Там, зокрема, говориться: «Три славетних лицарі роду Геральда – найславетніші лицарі в Ірландії, кожен мав шляхетних нащадків, за правом народження найвище з них Білий Лицар здіймається…» 
Титул Білого Лицаря ірландською мовою традиційно пишеться Ridire a Fin. Білі Лицарі володіли великими маєтками в графствах Лімерик та Корк. Традиційно в Ірландії аристократи носили прізвище, що походило від назви місцевості, якою той чи інший аристократ володів. Але Білі Лицарі називалися не по назві земель, а по кольору своїх обладунків. Моріс Фіцгіббон – І Білий Лицар керував військовими експедиціями в Шотландію та Уельс під командуванням графа Десмонд.  
Білі лицарі постійно воювали з лордами Роше, їх близькими сусідами. Кожного разу, коли очільники цих двох родин зустрічалися (за винятком укладання спілки проти спільного ворога), "між ними постійно виникали криваві сутички". Одна з таких зустрічей - між Едмундом Фіцгіббоном - ХІ Білим лицарем, та сином Девіда Роше - віконтом Роше та Фермой ввійшла в літописи Ірландії. Роше, намагаючись залякати ФіцГіббона і домогтися відмови від претензій на землі Старого Кастлтауна в графстві Корк почав конфлікт, що мав наслідком вторгнення в землі ФіцГіббонів, "і Роше почали грабувати і вбивати всіх кого бачили". Коли Роше рухались назад до власних земель, їх перехопили ФіцГіббони. Їхня зустріч зафіксована у наступному записі літописів: "Нарешті Білий Лицар Уайт і Роше зітнулися кінно і билися доти, допоки обидва не були розбиті вщент". Нарешті Роше отримав поранення в коліно, люди Роше почали тікати, один із Білих Лицарів вистрілив в обличчя Роше з вогнепальної зброї і вбив його. 

## Найвідоміші Білі Лицарі
- Моріс Фіцгіббон – І Білий Лицар (пом. 1357 року)
- Девід Фіцгіббон – ІІ Білий Лицар
- Джон Фіцгіббон – ІІІ Білий Лицар
- Моріс Фіцгіббон – IV Білий Лицар (пом. 1419 року)
- Джон Фіцгіббон – V Білий Лицар
- Моріс Мор Фіцгіббон – VI Білий Лицар (пом. 1496 року)
- Моріс Оге Фіцгіббон - VII Білий Лицар (пом. 1530 року)
- Моріс Фіцгіббон – VIII Білий Лицар (пом. 1543 року)
- Джон Фіцгіббон – ІХ Білий Лицар (пом. 1569 року)
- Джон Оге Фіцгіббон – Х Білий Лицар (пом. 1559 року)
- Едмунд Фіцгіббон – ХІ Білий Лицар (пом. 1603 року)
- Моріс Оге Фіцгіббон – ХІІ Білий Лицар (пом. 1611 року) – не мав дітей, династія урвалася.

Після смерті Едмунда Фіцгіббона - ХІ Білого Лицаря, його земельні володіння були передані його дочці Марджері, всупереч «звичаям та законам лицарства в Ірландії, згідно яких титул та землі мали бути передані Девіду Фіцгіббону з Кілмора, що зазвичай називається не Карріг, (Девід зі Скелі)». Це було зроблено «завдяки спеціальній домовленості між Едмундом Фіцгіббоном та англійським урядом, як однієї з умов його зради графа Десмонда». Якби маєток Едмунда Фіцгіббона успадкував Девід не Карріг, то замки і землі були б конфісковані англійським урядом за підтримку Девідом не Каррігом XVI графа Десмонда під час заколоту проти англійців. Син Едмунда Фіцгіббона - Моріс, помер за день до батька, у 1608 році. Титул Білого Лицаря був переданий сину Моріса - онуку Едмунда. Це був Моріс Оге Фіцгіббон – ХІІ Білий Лицар. Хоча він успадкував давній титул Едмунда, землі Едмунда перейшли до Маргарет, дочки Едмунда. 
Претензії на титул Білого Лицаря були висунуті лордом Кінгстоном у 1821 році, що був нащадком Маргарет (1602–1666) - онучки Едмонда Фіцгіббона – ХІ Білого Лицаря, але ці претензії були оскаржені і відкинуті короною. 
Останнім визнаним володарем титулу Білого Лицаря став Моріс Фіцгіббон Крохана з графства Кілкенні, який прийняв цей титул у 1858 році. Хоча гілка Білих Лицарів з Кілкенні вимерла, гілка з Лімерика існує. Фіцгібони з Лімерика являють собою останню гілку роду Фіцгіббонів. Фіцгіббони з Лімерика носили титул Граф Клер з 1794 по 1864 рік.